# Gabriel Siegel
Gabriel Siegel (* um 1550 in Eibenstock; † nach 1624) war ein deutscher Zinnhändler, erzgebirgischer Hammerherr, Zehntner Stadtrichter und Bergmeister.

## Leben
Gabiel Siegel war der Sohn des Zehntners Melchior Siegel aus Eibenstock. Er stammte aus einer Dynastie von Hammerherrn aus dem sächsischen Erzgebirge, die auch im Königreich Böhmen investierte. So ist es nicht verwunderlich, dass er das in Böhmen gelegene Hammerwerk Breitenbach an der Landesgrenze zu Sachsen erwarb. Teilhaber waren damals Melchior Siegel und Melchior Kleinhempel. Im benachbarten Platten hatte er bedeutenden Grundbesitz erworben. In den Jahren 1590 bis 1591, 1605, 1611, 1613 und 1616 bis 1619 bekleidete er dort das Amt des Stadtrichters. Nach dem Ableben des Bergmeisters Hans Meyss 1592 wurde er am 4. November 1593 zu dessen Nachfolger ernannt. Am 31. August 1579 stiftete seine erste Ehefrau Rebecca Siegel der Kirche von Platten ein Altartuch, 1595 seine zweite Ehefrau Catharina Siegel zum Taufstein eine Handquelle und an Weihnachten 1619 seine dritte Ehefrau Catharina Siegel eine Jesusfigur. Noch 1624 wird er in den Matriken genannt. Sein Schwiegersohn war der Stadtrichter und Bergamtsverwalter von St. Joachimsthal Conrad Hütter der 1629 mit seiner Familie nach Schneeberg exulierte sowie der letzte evangelische Pfarrer von Platten Johann Jahn.  

## Familie
Gabriel Siegel heiratete am 15. Juni 1572 in Platten in erster Ehe Rebecca Siglitz (getauft 28. August 1556 in Platten; † vor 1590), die Tochter des Schneiders Wolf Siglitz. Am 21. September 1590 heiratete er in Schneeberg in zweiter Ehe Magdalena Roth (* 31. Januar 1574 in Schneeberg; † vor 1605), die Tochter von Jacob Roth. Am 25. September 1605 heiratete er in Platten in dritter Ehe Catharina Imlande (* in St. Joachimsthal), die Tochter von Balthasar Imlande. Folgende Kinder sind bekannt: 
- Rebecca (getauft 25. Mai 1576 in Platten)
- Christoph (getauft 30. März 1578 in Platten)
- Melchior (getauft 20. Juni 1582 in Platten); ⚭ 14. September 1603 in Platten Elisabeth Behr
- Maria (getauft 23. Februar 1592 in Platten); 1.⚭ 16. Februar 1607 in St. Joachimsthal Conrad Hütter, Stadtrichter; 2.⚭ 1634 Johann Jahn, Pfarrer
- Rebecca (getauft 23. Juni 1593 in Platten)
- Susanna (getauft 9. April 1595 in Platten)
- Magdalena (getauft 17. August 1598 in Platten)
- Gabriel (getauft 15. Mai 1601 in Platten)
- Susanna (getauft 19. Februar 1608 in Platten)
- Catharina (getauft 22. Mai 1610 in Platten)